# زیتون هلو
الگو:Infobox olive cultivar

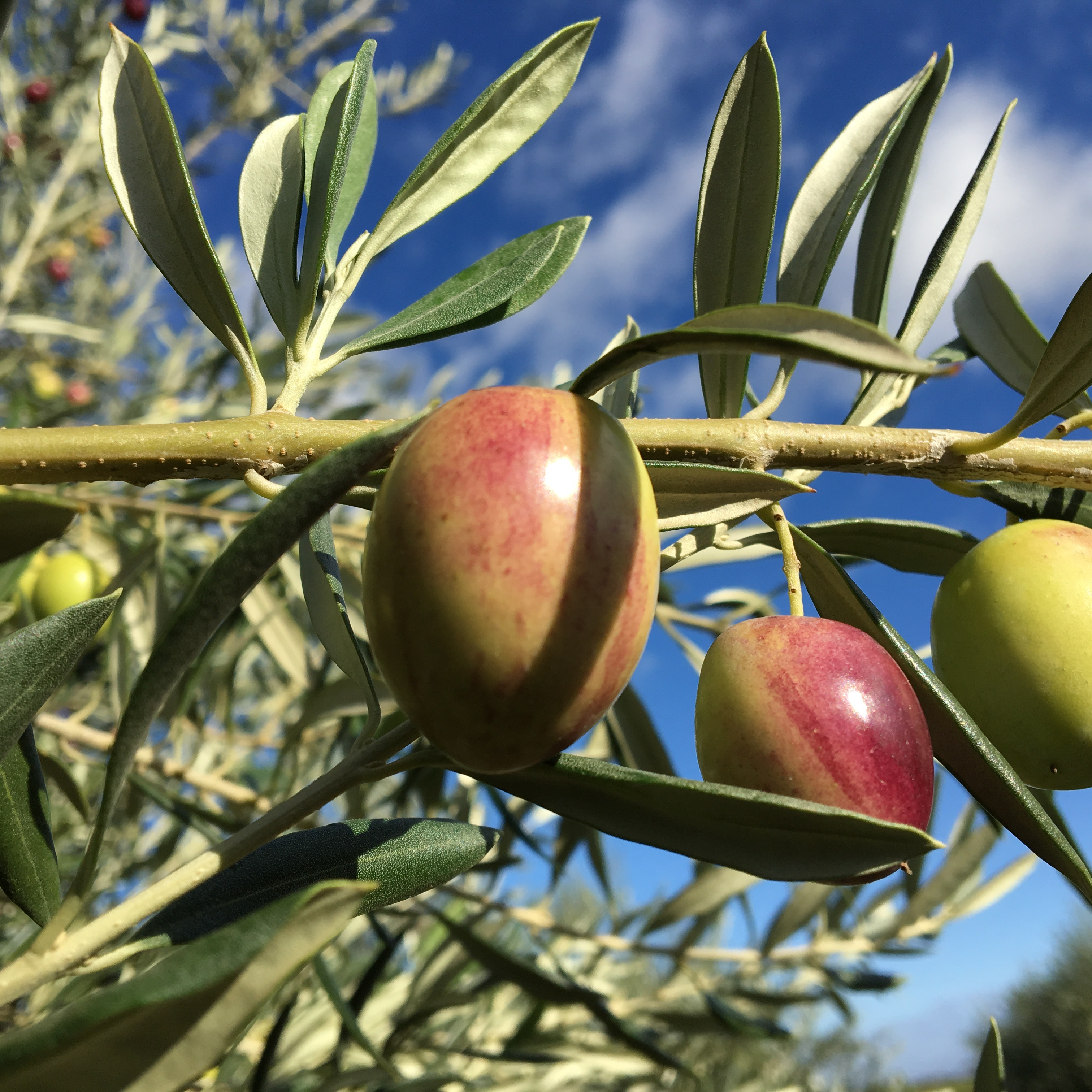
رسیدن زیتون آسکولانو در کورنینگ کالیفرنیا

زیتون هلو یا زیتون آسکولانو، نوعی زیتون که از انواع مقاوم به سرما است
و بیشتر در مناطق مارسه و توسکانی ایتالیا رشد می‌کند
البته در کالیفرنیا نیز این رقم از زیتون وجود دارد. .

## مشخصات
دارای برگ‌های بیضوی و شکلی شبیه به هلو استوایی دارد.
در گذشته این نوع زیتون در اثر آلودگی‌های قارچی و باکتریایی آسیب دیده‌است
اما امروزه با پیشرفت دانش و تکنولوژی این مشکل برطرف شده‌است.
زیتون هلویی میوه ای درشت در اندازه هلو دارد و گرچه درصد روغن زیادی دارد
اما به دلیل بار کم این نوع درختان و عدم پیش‌بینی رشد آن بیشتر مصرف خوراکی دارد
و از آن در تهیه زیتون کنسروی استفاده می‌شود.